# Chuối sen
Chuối sen (danh pháp khoa học: Musa coccinea) là một loài thực vật có hoa trong họ Musaceae. Loài này được Andrews mô tả khoa học đầu tiên năm 1799.

## Hình ảnh

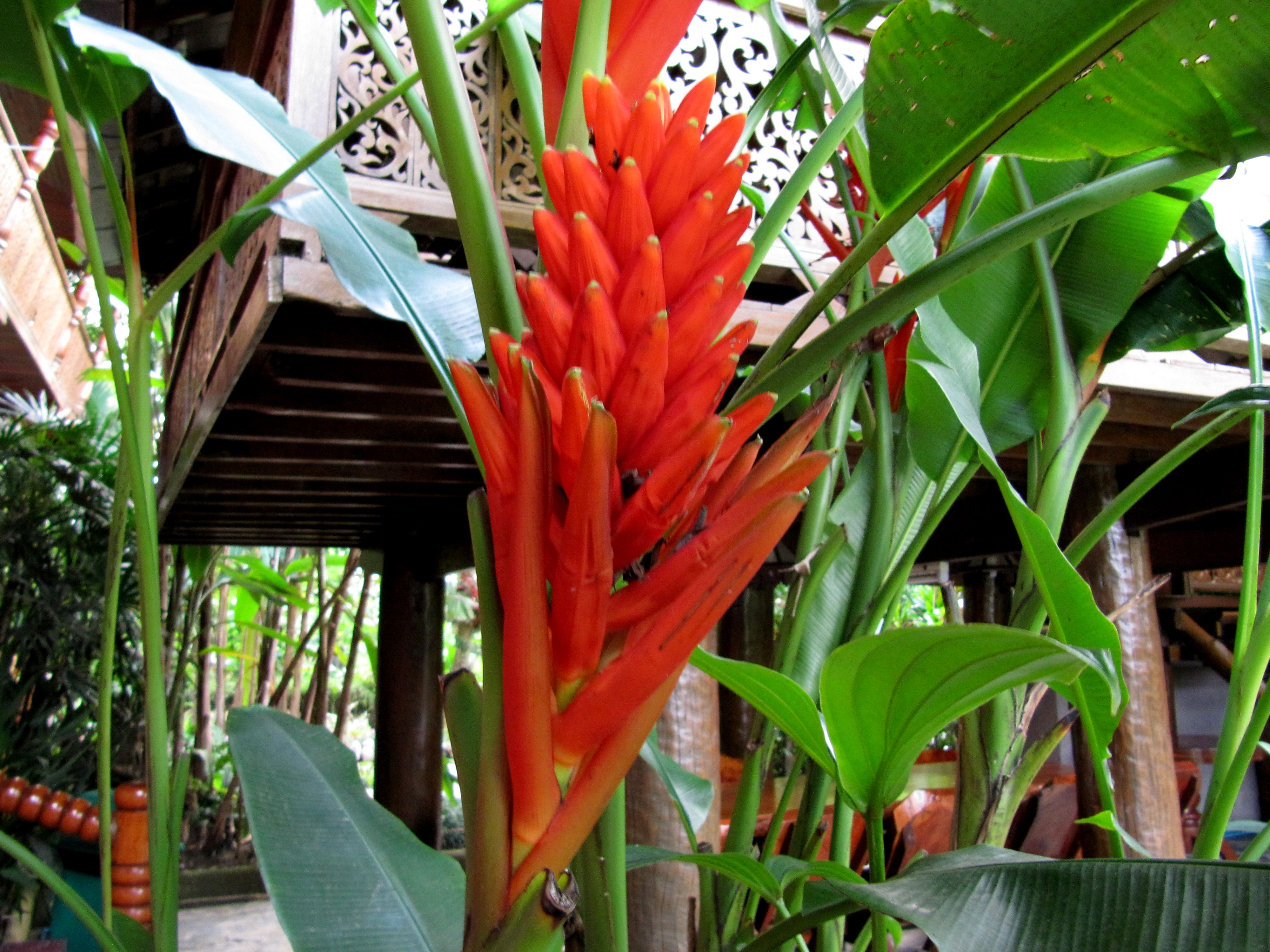
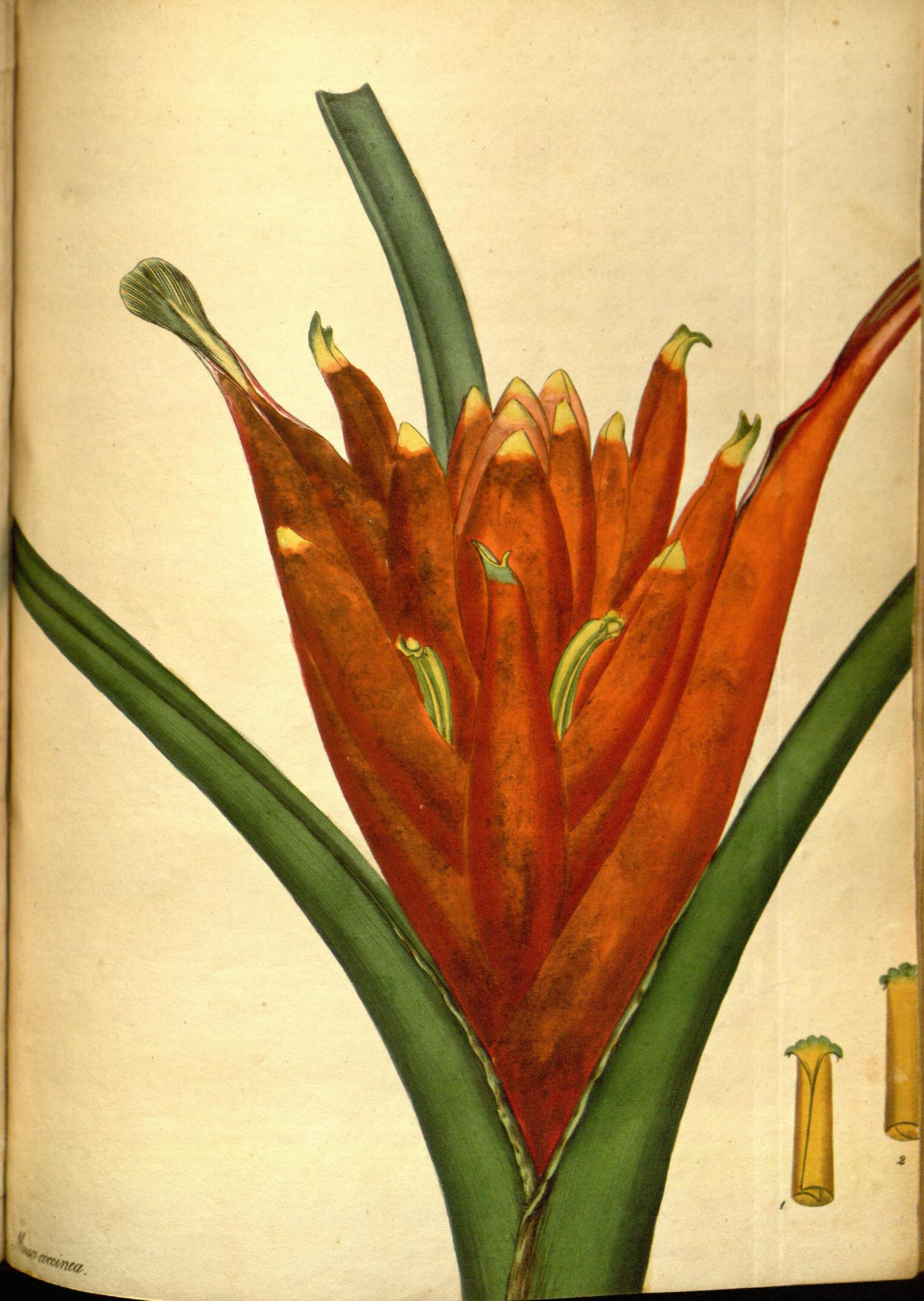
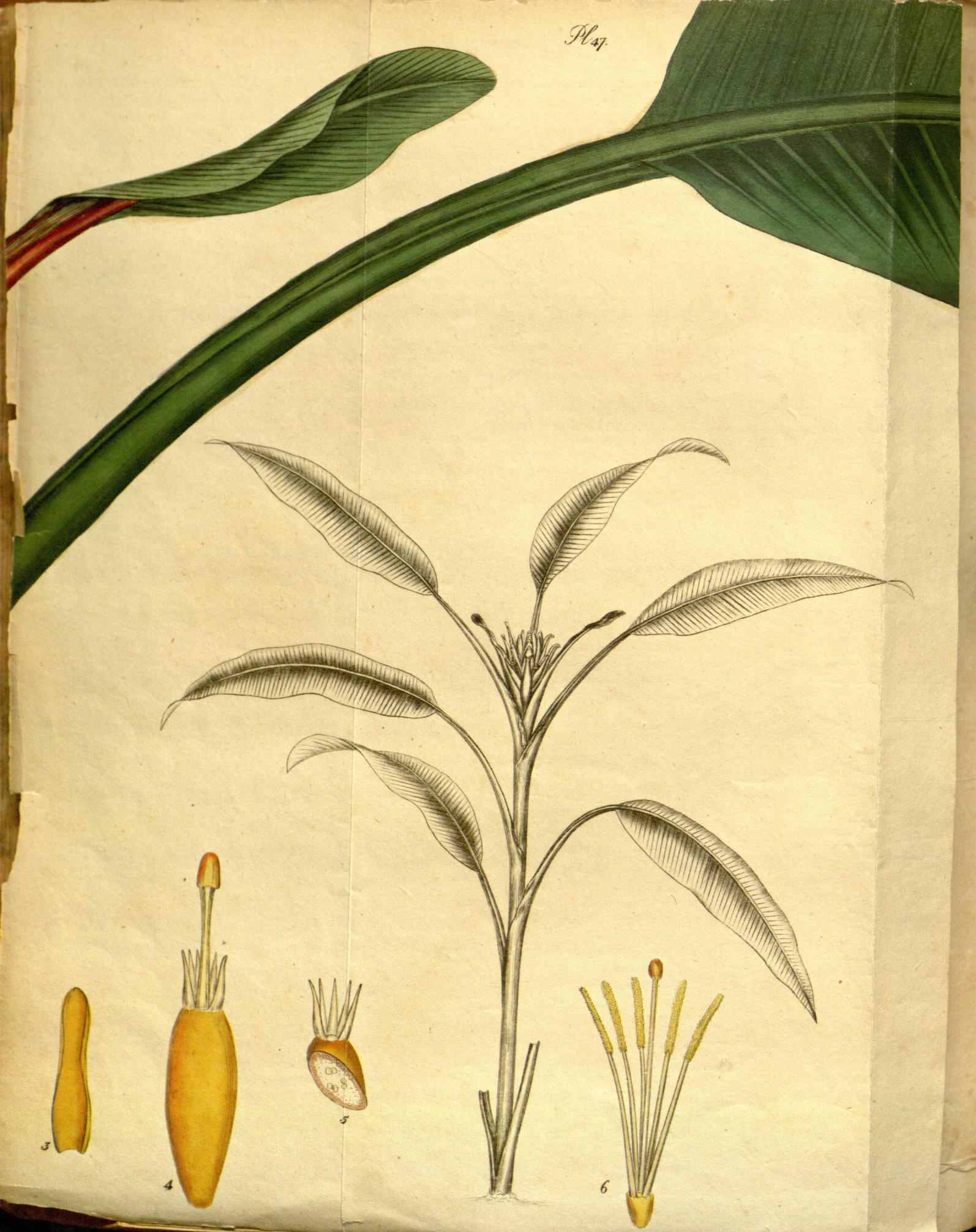
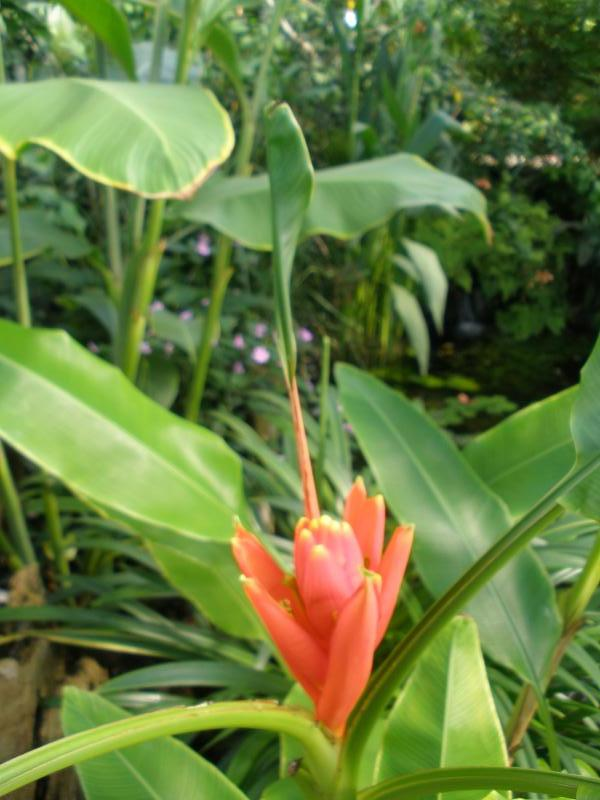